# اکس‌پت
اکس‌پت، زبانِ مسیرِ اکس‌ام‌ال، زبان پرسشی برایِ انتخابِ گره‌ها از سند اکس‌ام‌ال است. همچنین، اکس‌پت می‌تواند برایِ محاسبهٔ مقادیر (برایِ مثال، رشته‌ها، اعداد، یا مقادیرِ بولی) از محتوایِ سندِ اکس‌ام‌ال استفاده شود. اکس‌پت توسطِ کنسرسیوم وب جهان‌شمول تعریف شده است. 
آخرین نسخه نسخه ۳.۰ و ۳.۱ کاندید انتشار مربوط به سال ۲۰۱۴ می باشد.